# Управление по борьбе с наркотиками
Управление по борьбе с наркотиками (англ. Drug Enforcement Administration, DEA) — агентство в составе Министерства юстиции США, занимающееся борьбой с наркоторговлей.
Подчиняется Управление непосредственно главе Министерства — генеральному прокурору США. В полномочия DEA входит не только борьба с наркотрафиком внутри США, но и пресечение производства этих веществ в иностранных государствах, а также антинаркотическая пропаганда и противодействие антипрогибиционистским движениям.

## История
В 1968 году в результате слияния Федерального бюро по наркотикам (англ. Federal Bureau of Narcotics, FBN) Министерства финансов и Бюро по контролю за злоупотреблением лекарствами (англ. Bureau of Drug Abuse Control, BDAC) Министерства здравоохранения, образования и социального обеспечения было создано Бюро по наркотикам и опасным лекарствам (англ. Bureau of Narcotics and Dangerous Drugs, BNDD) Министерства юстиции. 1 июля 1973 года, по предложению президента Никсона, это Бюро было объединено с Office of Drug Abuse Law Enforcement (ODALE) и другими учреждениями. Так появилось Управление по борьбе с наркотиками.
С самого начала своей деятельности DEA уделяет немалое внимание борьбе с производством и импортом психотропных препаратов конопли. В течение 1970-х годов Управление провело три крупные операции по искоренению посевов конопли в Мексике, в начале 1980-х перекрыло каналы поставки марихуаны из Колумбии, вследствие чего наркотик «крэк» на некоторое время стал дешевле марихуаны, а американские любители конопли были вынуждены переключиться на домашнее выращивание.
В 1982 году в DEA был создан специальный отдел по препаратам конопли, который занялся искоренением посадок растения внутри страны. «Конопляных фермеров» выявляли по закупкам тепличного оборудования и удобрений, заказам семян из Нидерландов, повышенному расходу электроэнергии и прочим сопутствующим факторам. Плантации конопли на открытом грунте уничтожались с помощью гербицидов.
На федеральном уровне DEA блокирует любые попытки смягчить юридический статус марихуаны. Руководство Управления настаивает на отклонении всех предложений, связанных с легализацией «медицинской марихуаны». Медики, исследующие препараты конопли и рекомендующие их своим пациентам, испытывают постоянное давление со стороны DEA. В середине 1990-х годов агенты DEA разгромили несколько крупных «клубов покупателей» в Калифорнии и Нью-Йорке, за решёткой оказались тяжелобольные люди.
Несмотря на то, что DEA пользуется стабильной поддержкой правительства США, законодатели многих штатов в последнее время открыто противостоят позиции Управления по «конопляному вопросу». В 1996 году медицинское употребление препаратов конопли было легализовано в Калифорнии и Аризоне, вскоре их примеру последовали ещё несколько штатов.

## Структура
В структуру штаб-квартиры DEA входят:
- Аппарат исполнения равных возможностей и помощи сотрудникам
- Офис соответствия
- Офис главного юрисконсульта
- Офис по связям с общественностью и Конгрессом
- Отдел кадров
- Отдел разведки
- Отдел контроля за оборотом
- Оперативный отдел
- Отдел оперативной поддержки
- Инспекционный отдел
- Отдел финансового менеджмента
- Отдел информационных систем